# Alan Hill (cầu thủ bóng đá, sinh năm 1933)
Alan Hill là một cầu thủ bóng đá từng thi đấu ở vị trí tiền vệ chạy cánh tại Football League cho Tranmere Rovers.